# Джеро
Джеро (яп. ジェロ, род. 4 сентября 1981, Питтсбург, США) — американский певец, живущий в Японии и исполняющий песни в стиле энка.
Певец афроамериканского происхождения под влиянием своей бабушки-японки с детства слушал энку. Поскольку был помешан на идее стать певцом в стиле энка, окончив Питтсбургский университет по специальности «Информатика», в 2003 году уехал в Японию. Всего через два месяца после прибытия в страну принял участие в любительском песенном конкурсе «NHK Nodo Jiman» (на телеканале NHK) и неожиданно выиграл.
Дебютировал 20 февраля 2008 года с синглом «Umiyuki». С этой песней получил приз «Лучший новичок» на Japan Record Awards того года. (Причём автор стихов Ясуси Акимото также был отмечен, удостоившись Гран-при Japan Lyricist Awards.)